# 杨跃国
杨跃国（1961年12月—），云南省陇川县人，中华人民共和国政治人物，历任云南省盈江县县委书记、瑞丽市市委书记、政协德宏州委主席，2014年因贪污腐败落马。

## 生平
杨跃国毕业于云南省农业学校植保中专班，后进入陇川县农业局工作，1990年6月任副局长。1993年5月出任陇川县副县长，2001年4月出任陇川县委副书记，2003年6月调任盈江县委书记，2006年5月调任德宏州委副秘书长兼办公室主任。2006年7月跻身德宏州委常委，2008年4月兼任瑞丽市委书记及姐告工委书记，2011年5月兼任畹町工委书记，2012年5月起兼任瑞丽国家重点开发开放试验区党委副书记。2013年2月4日，在政协德宏州十一届一次会议第二次全体会议中，杨跃国当选政协德宏州第十一届委员会主席，同时继续兼任瑞丽试验区党委副书记和瑞丽市委书记。2013年3月卸任瑞丽试验区党委副书记和瑞丽市委书记。

### 落马
2013年4月，互联网曝出杨跃国受贿腐败的消息。2013年7月，云南省纪委对群众反映杨跃国涉嫌违纪违法问题进行初核，2014年1月对其立案调查。同年6月25日，政协德宏州委正式撤销杨跃国政协委员资格，免去政协主席职务。8月27日，云南省人民检察院昆明铁路运输分院将杨跃国审查起诉。9月，云南省纪委常委会报省委批准后给予杨跃国开除党籍、开除公职处分。
经查，2003年至2013年，杨跃国在担任德宏州盈江县委书记和德宏州委常委、瑞丽市委书记期间，多次利用职权在工程项目建设、土地使用权出让、干部选拔调整任用过程中大搞“权钱交易”，收受贿赂，非法侵占公物、敛财折合人民币共计2120.4万元。
2014年12月18日，杨跃国贪污受贿案在昆明铁路运输中级法院开庭审理；2015年2月13日，昆明铁路中院作出一审宣判，决定执行无期徒刑，剥夺政治权利终身，并处没收个人全部财产，杨跃国表示不上诉。